# Aston Martin DB7
Aston Martin DB7 — автомобиль класса Gran Turismo, который производился Aston Martin с сентября 1994 года по декабрь 2004 года. Был доступен в двух кузовных вариантах: купе и кабриолет. Прототип был завершён к ноябрю 1992 года и дебютировал на Женевском автосалоне в марте 1993 года, дизайнерами автомобиля были Ян Каллум и Кит Хелфет (англ. Keith Helfet). На протяжении почти 10 лет производства было изготовлено в общей сложности около семи тысяч копий этого автомобиля, прежде чем он был заменен на DB9.

## Обзор
DB7 производился в основном за счет средств Jaguar и имел финансовую поддержку компании Ford Motor (владелец Aston Martin с 1988 по 2007 год). Платформа DB7 является эволюцией Jaguar XJS, хотя и со многими изменениями. Дизайн получил незначительные изменения от Яна Каллума так, чтобы он был похож на Aston Martin. Первое поколение Jaguar XK-8 также использует эволюции XJ-S/DB7 платформы и автомобили делят семейное сходство, хотя Aston Martin был значительно более дорогим и редким.
DB7 был спроектирован в Kidlington, Оксфордшир. С производством Virage (вскоре переименованным в "V8" следующие изменения стиля Vantage) продолжается в Newport Pagnell, новый завод был приобретен в Bloxham , Оксфордшир , которые ранее были использованы для производства Jaguar XJ220. DB7 и его родственники были единственными в Aston Martin автомобилями которые производится в Bloxham и единственными со строительной стали унаследовавшими от Jaguar (Aston Martin традиционно использует алюминий для кузова своих автомобилей, и моделей, выпущенных после DB7 алюминий для шасси , а также для многих крупных деталей).
Кабриолет Volante был представлен на Североамериканском международном автосалоне в Детройте в 1996 году. Обе версии имеют рядный шестицилиндровый двигатель с нагнетателем, который выдает 335 л.с. (250 кВт) и 489 Н·м крутящего момента. В Соединенных Штатах купе продавалось за $ 140 000, Volante за $ 150 000.

## V12 Vantage
В 1999 году более мощный DB7 Vantage V12 был представлен на автосалоне в Женеве. Его 5,9 литровый, 48-клапанный, V12 двигатель производил 420 л.с. (313 кВт) и 540 Н·м крутящего момента. Он имеет коэффициент сжатия 10.3:1. Vantage были доступны с Tremec T-56 шестиступенчатой ручной или ZF 5HP30 пятиступенчатой автоматической коробкой передач. Aston Martin заявил, что максимальная скорость 299 км/ч или (189 миль/ч) с механической коробкой передач и 266 км/ч (165 миль/ч) с автоматической коробкой передач, и будет разгоняться от 0-100 км/ч за 4,9 секунды.
После запуска Vantage, продажи шестицилиндрового DB7 были существенно уменьшены, поэтому его производство было закончено к середине 1999 года.

### V12 GT и GTA
В 2002 году представлена модифицированная версия V12 GT. Мощность двигателя увеличена до 435 л.с., крутящий момент вырос до 556 Н·м. Подвеска автомобиля была существенно доработана. Установлены вентилируемые тормозные диски большего диаметра (355 мм спереди и 330 мм сзади). Визуально новая версия отличалась сетчатой решеткой воздухозаборников, вентиляционными отверстиями на капоте, спойлером на крышке багажника, новыми колесными дисками, алюминиевой ручкой КПП и карбоновой отделкой салона (опционально). Версия GTA оснащалась 5-ступенчатой автоматической коробкой передач и стандартным двигателем от  V12 Vantage. Всего было выпущено 190 GT и 112 GTA.

## Специальные модели
Две специальные версии DB7 были созданы в конце производственного цикла :
- DB7 Vantage Zagato
- DB AR1

## Технические характеристики
DB7 Купе 1993 - 1999 3.2
Характеристики двигателя
| Объём двигателя,см3 | Мощность, кВт(л.с.)/об | Цилиндры                 | Крутящий момент, Нм/(об/мин) | Тип топливной системы | Тип топлива |
| ------------------- | ---------------------- | ------------------------ | ---------------------------- | --------------------- | ----------- |
| 3239                | 250(340)/5600          | Рядное расположение - L6 | 500/3000                     | Электронный впрыск    | Бензин      |

Тормозная систем и усилитель руля
| Передние тормоза    | Задние тормоза | Усилитель руля |
| ------------------- | -------------- | -------------- |
| Вентилируемые диски | Дисковые       | Есть           |

Размер шин
| Размер                                                      |
| ----------------------------------------------------------- |
| 245/40 ZR18 (Передние колёса) - 265/35 ZR18 (Задние колёса) |

Динамика
| Максимальная скорость, км/ч | Время разгона до 100 км/ч, с | Cd (Коэффициент лобового сопротивления) |
| --------------------------- | ---------------------------- | --------------------------------------- |
| 266                         | 5.7                          | 0.31                                    |

Расход топлива
| В городе, л/100 км | По трассе, л/100 км | Средний расход, л/100 км | Выброс СО2, г/км | Тип топлива |
| ------------------ | ------------------- | ------------------------ | ---------------- | ----------- |
| 20                 | 10                  | 18.5                     | 368              | Бензин      |

DB7 Vantage 5.9 V12
Характеристики двигателя
| Объём двигателя,см3 | Мощность, кВт(л.с.)/об | Цилиндры        | Крутящий момент, Нм/(об/мин) | Тип топливной системы | Тип топлива |
| ------------------- | ---------------------- | --------------- | ---------------------------- | --------------------- | ----------- |
| 5935                | 309(420)/6000          | V-образный: V12 | 540/5000                     | Электронный впрыск    | Бензин      |

Тормозная систем и усилитель руля
| Передние тормоза    | Задние тормоза         | Усилитель руля |
| ------------------- | ---------------------- | -------------- |
| Вентилируемые диски | Дисковые вентилируемые | Есть           |

Размер шин
| Размер                                                      |
| ----------------------------------------------------------- |
| 245/40 ZR18 (Передние колёса) - 265/35 ZR18 (Задние колёса) |

Динамика
| Максимальная скорость, км/ч | Время разгона до 100 км/ч, с | Cd (Коэффициент лобового сопротивления) |
| --------------------------- | ---------------------------- | --------------------------------------- |
| 298                         | 5                            | -                                       |

Расход топлива
| В городе, л/100 км | По трассе, л/100 км | Средний расход, л/100 км | Выброс СО2, г/км | Тип топлива |
| ------------------ | ------------------- | ------------------------ | ---------------- | ----------- |
| 20                 | 10                  | -                        | 450              | Бензин      |

DB7 GT 5.9 V12
Характеристики двигателя
| Объём двигателя,см3 | Мощность, кВт(л.с.)/об | Цилиндры        | Крутящий момент, Нм/(об/мин) | Тип топливной системы | Тип топлива |
| ------------------- | ---------------------- | --------------- | ---------------------------- | --------------------- | ----------- |
| 5935                | 320(435)/6000          | V-образный: V12 | 556/5000                     | Электронный впрыск    | Бензин      |

Тормозная систем и усилитель руля
| Передние тормоза    | Задние тормоза         | Усилитель руля |
| ------------------- | ---------------------- | -------------- |
| Вентилируемые диски | Дисковые вентилируемые | Есть           |

Размер шин
| Размер    |
| --------- |
| 265/30R18 |

Динамика
| Максимальная скорость, км/ч | Время разгона до 100 км/ч, с | Cd (Коэффициент лобового сопротивления) |
| --------------------------- | ---------------------------- | --------------------------------------- |
| 298                         | 4.9                          | -                                       |

Расход топлива
| В городе, л/100 км | По трассе, л/100 км | Средний расход, л/100 км | Выброс СО2, г/км | Тип топлива |
| ------------------ | ------------------- | ------------------------ | ---------------- | ----------- |
| 23                 | 16.5                | -                        | 469              | Бензин      |

## Изображения

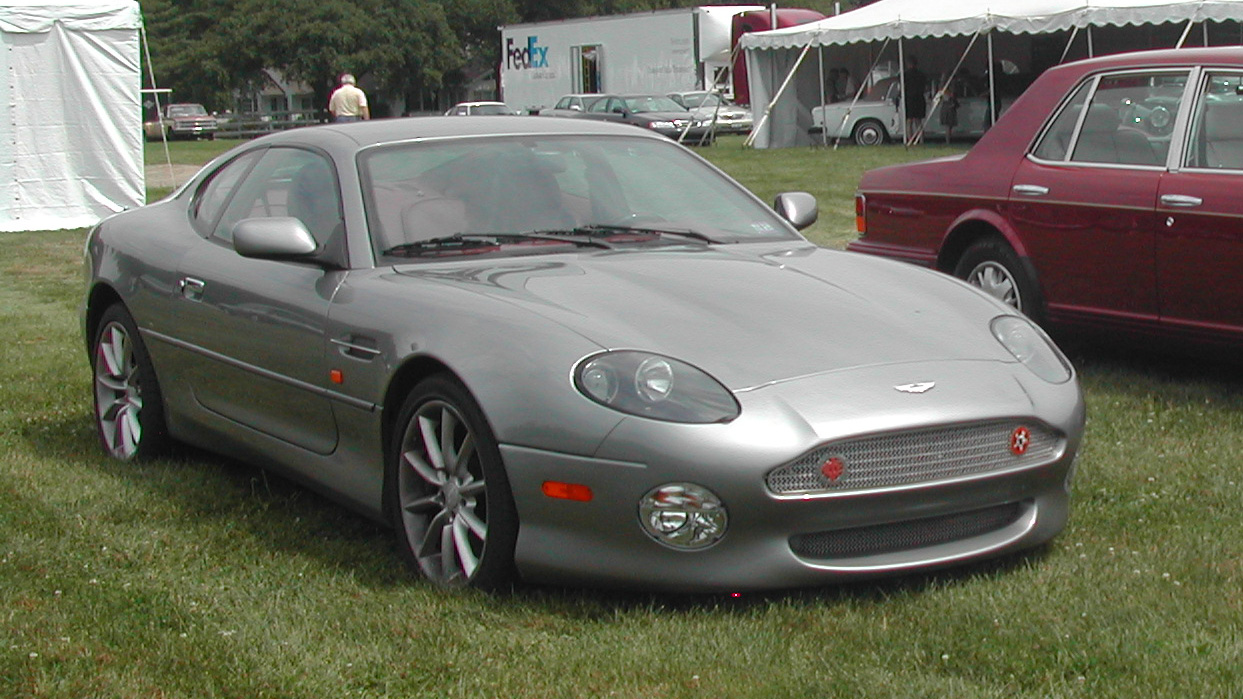
DB7 Vantage купе
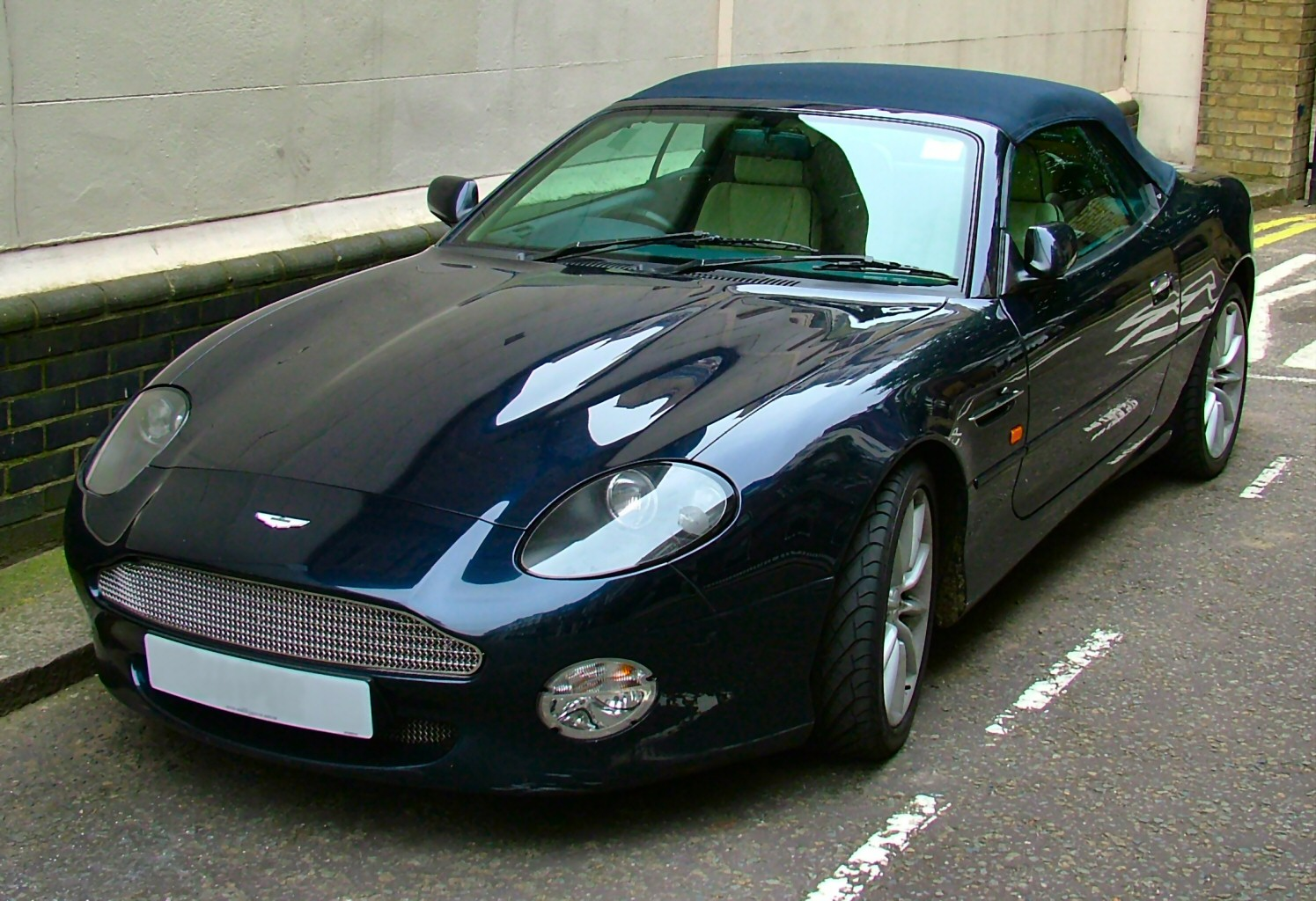
DB7 Vantage Volante
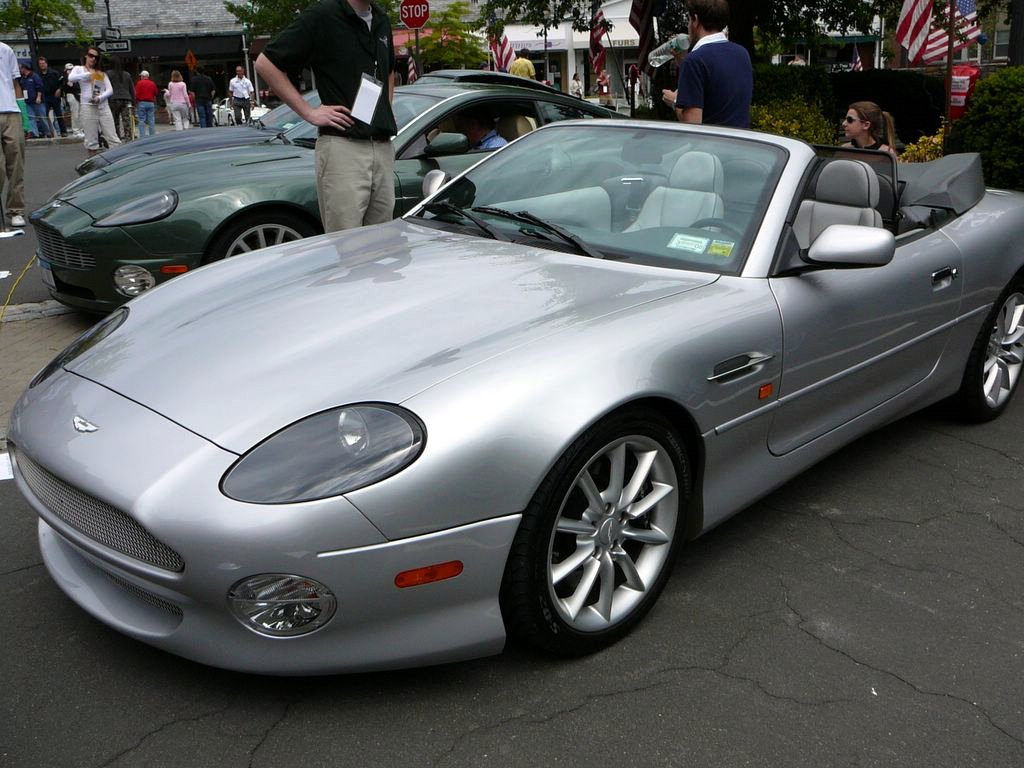
DB7 кабриолет
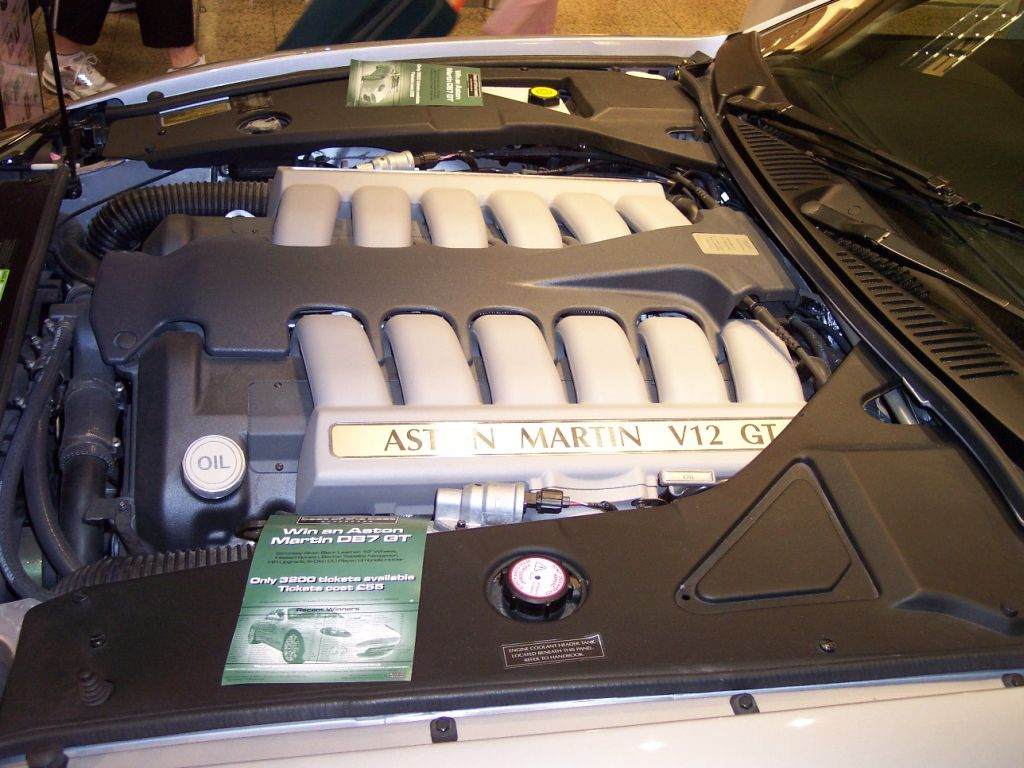
DB7 V12
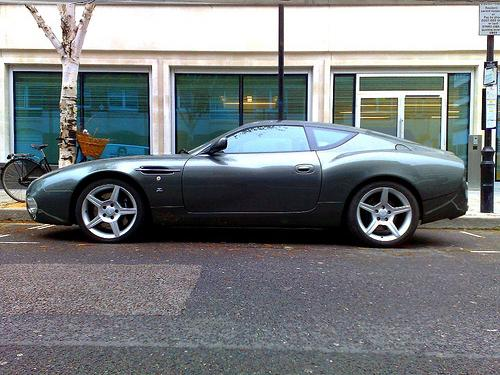
DB7 Zagato
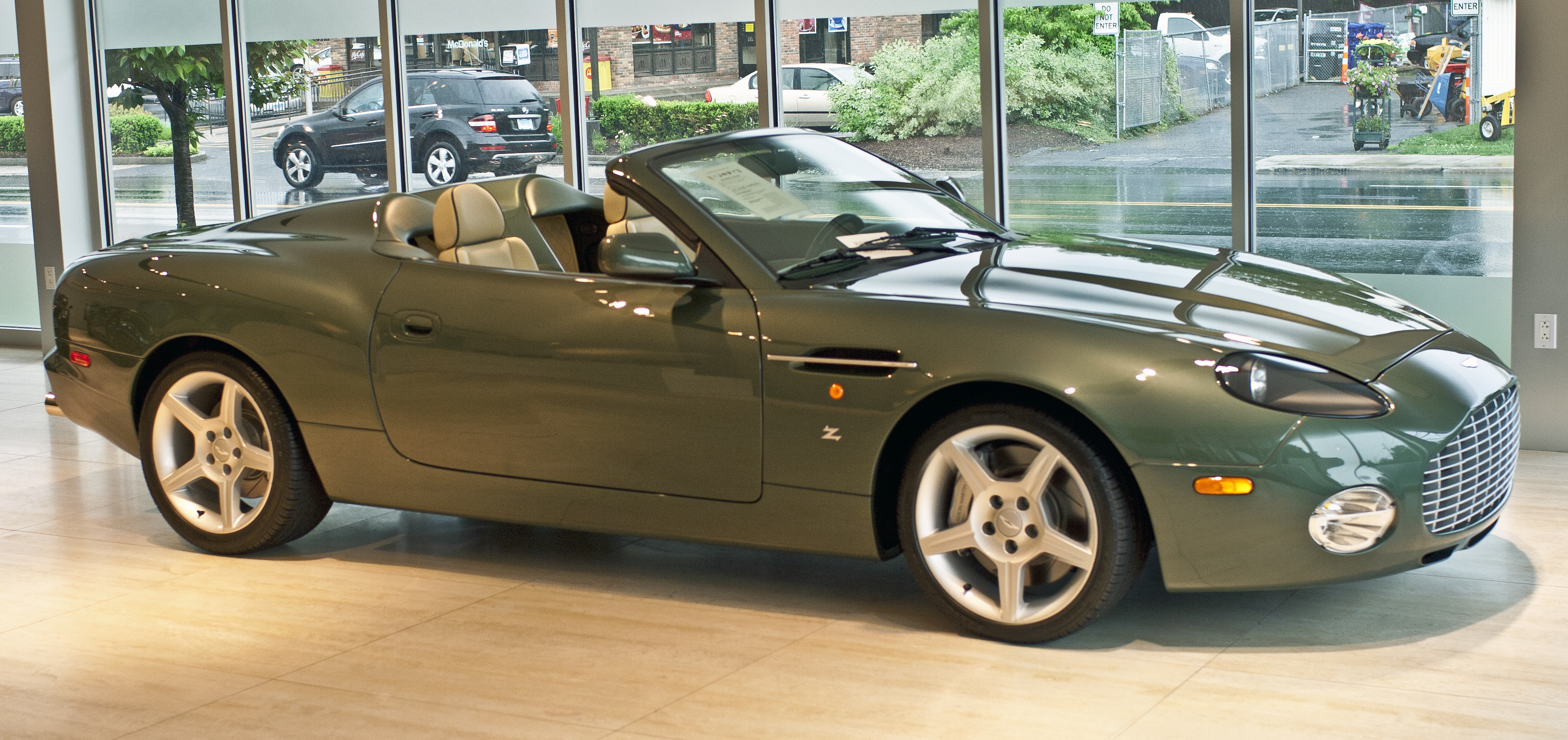
Aston Martin DB AR1